# Denver Film Critics Society Awards 2015

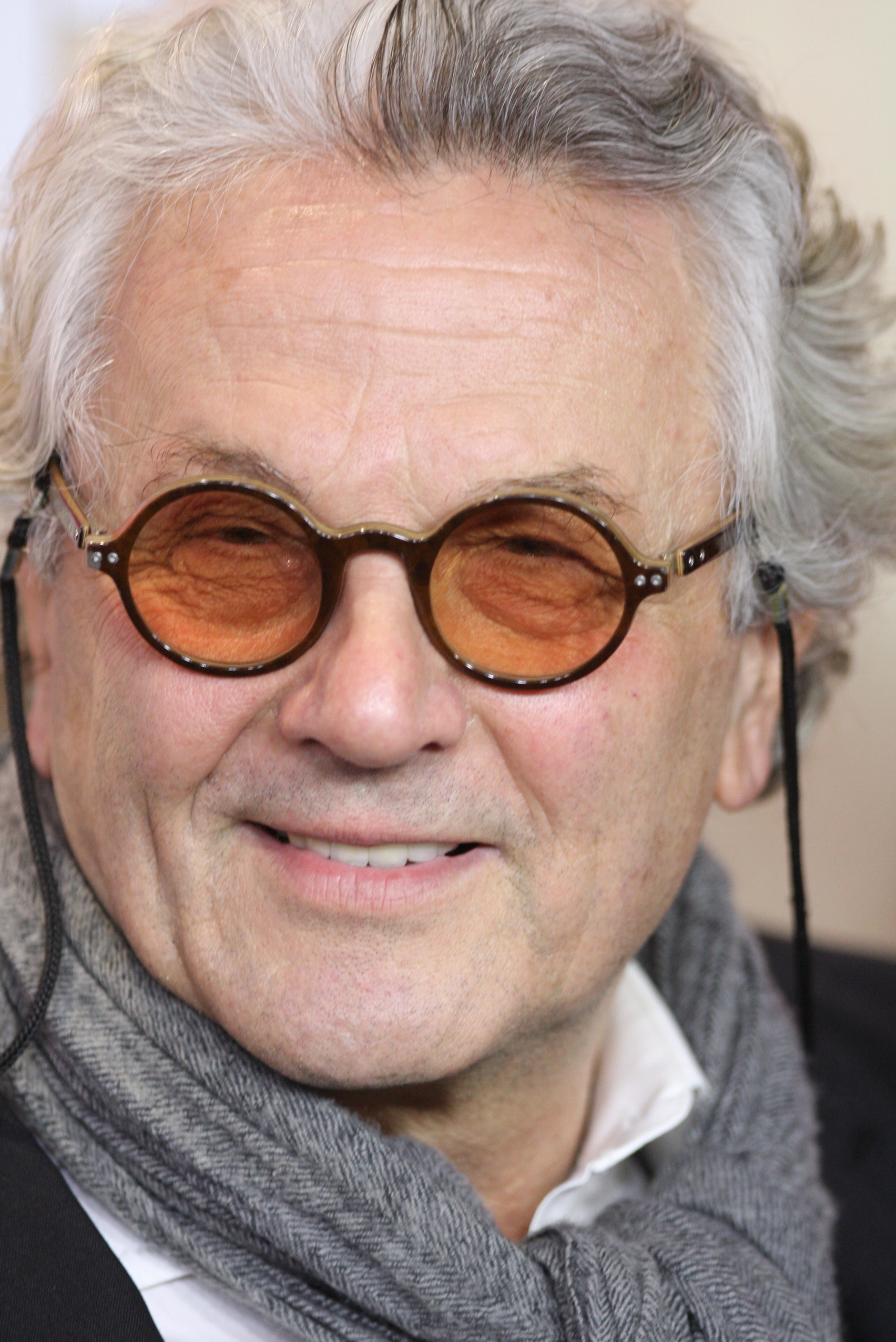
George Miller vítěz v kategorii nejlepší režisér

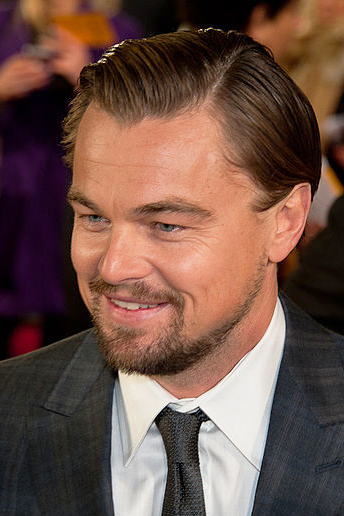
Leonardo DiCaprio vítěz v kategorii nejlepší herec v hlavní roli

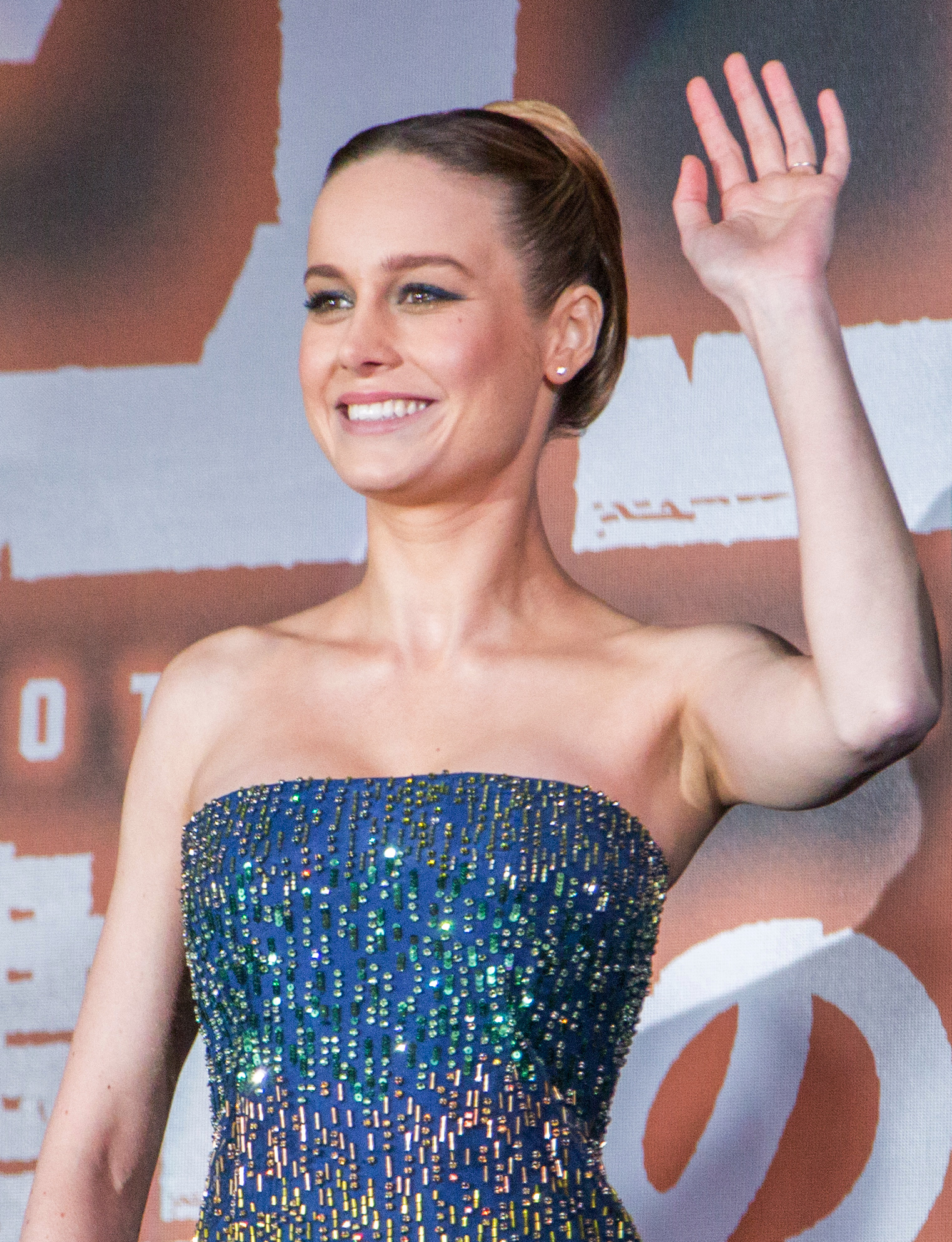
Brie Larson vítězka v kategorii nejlepší herečka v hlavní roli

6. ročník předávání cen sdružení Denver Film Critics Society Awards se konal 11. ledna 2016. Nominace byly oznámeny dne 5. ledna 2016.

## Vítězové a nominovaní

### Nejlepší film
Spotlight
- Šílený Max: Zběsilá cesta
- Revenant Zmrtvýchvstání
- Room
- V hlavě

### Nejlepší režisér
George Miller – Šílený Max: Zběsilá cesta
- Alejandro González Iñárritu– Revenant Zmrtvýchvstání
- Ridley Scott – Marťan
- Tom McCarthy – Spotlight
- Lenny Abrahamson – Room

### Nejlepší adaptovaný scénář
Adam McKay a Charles Randolph – Sázka na nejistotu
- Nick Hornby – Brooklyn
- Drew Goddard – Marťan
- Emma Donoghue – Room
- Aaron Sorkin – Steve Jobs

### Nejlepší původní scénář
Tom McCarthy a Josh Singer – Spotlight
- Alex Garland – Ex Machina
- Quentin Tarantino – Osm hrozných
- Pete Docter, Meg LeFauve a Josh Cooley – V hlavě
- Amy Schumer – Vykolejená

### Nejlepší herec v hlavní roli
Leonardo DiCaprio – Revenant Zmrtvýchvstání
- Matt Damon – Marťan
- Michael Fassbender – Steve Jobs
- Bryan Cranston – Trumbo
- Will Smith – Diagnóza: Šampión

### Nejlepší herečka v hlavní roli
Brie Larson – Room
- Cate Blanchett – Carol
- Saorise Ronan – Brooklyn
- Charlize Theron – Šílený Max: Zběsilá cesta
- Alicia Vikander – Dánská dívka

### Nejlepší herec ve vedlejší roli
Sylvester Stallone – Creed
- Mark Rylance – Most špionů
- Idris Elba – Bestie bez vlasti
- Michael Shannon – 99 Homes
- Tom Hardy – Revenant Zmrtvýchvstání

### Nejlepší herečka ve vedlejší roli
Alicia Vikander – Ex Machina
- Jennifer Jason Leigh - Osm hrozných
- Kate Winslet– Steve Jobs
- Rachel McAdams – Spotlight
- Elizabeth Banks – Love & Mercy

### Nejlepší dokument
Podoba ticha
- Amy
- Going Clear: Scientology and the Prison of Belief
- Země kartelů
- Listen to Me Marlon

### Nejlepší cizojazyčný film
Saulův syn
- Assassin
- Šermíř
- Sama nocí tmou
- Taxi

### Nejlepší animovaný film
V hlavě
- Anomalisa
- Hodný dinosaurus
- Snoopy a Charlie Brown. Peanuts ve filmu
- Ovečka Shaun ve filmu

### Nejlepší hororový/sci-fi film
Marťan
- Ex Machina
- Neutečeš
- Star Wars: Síla se probouzí
- Šílený Max: Zběsilá cesta

### Nejlepší komedie
Co děláme v temnotách
- Joy
- Sázka na nejistotu
- V hlavě
- Vykolejená

### Nejlepší vizuální efekty
Šílený Max: Zběsilá cesta
- Ex Machina
- Marťan
- Star Wars: Síla se probouzí
- Muž na laně

### Nejlepší filmová píseň
„See You Again“ – Justin Franks, Charlie Puth, Wiz Khalifa, Andrew Cedar – Rychle a zběsile 7
- „Til It Happens to You“ – Diane Warren a Lady Gaga – Lovný revír
- „Writing's on the Wall“ – Sam Smith a James Napier – Spectre
- „Simple Song #3“ – David Lang – Mládí
- „Feels Like Summer“ – Ilan Eshkeri, Nick Hodgson, Tim Wheeler – Ovečka Shaun ve filmu

### Nejlepší skladatel
Ennio Morricone – Osm hrozných
- Bryce Dessner, Alva Noto, Ryuichi Sakamoto – Revenant Zmrtvýchvstání
- Howard Shore – Spotlight
- Junkie XL – Šílený Max: Zběsilá cesta
- John Williams – Star Wars: Síla se probouzí